# توماس آدریانو
توماس آدریانو (انگلیسی: Tomás Adriano؛ زادهٔ ۱۴ اکتبر ۱۹۷۷) بازیکن فوتبال اهل مکزیک است.
از باشگاه‌هایی که در آن بازی کرده‌است می‌توان به باشگاه فوتبال کلوب لئون اشاره کرد.